# Fundstelle Kamegg
Die Fundstelle Kamegg ist eine ausgegrabene Wohnstätte aus der Altsteinzeit in der Katastralgemeinde Kamegg der Gemeinde Gars am Kamp in Niederösterreich.
Neben der mittelalterlichen Ruine Kamegg, die als Burg zum Schloss Rosenburg im Kamptal gehörte, sind vor allem mehrere bedeutende urgeschichtliche Fundplätze und diesbezügliche Ausgrabungen bekannt.
Einen Großteil der Wohn- und Siedlungsplätze entdeckte der Heimatforscher Karl Docekal. Seine wichtigsten Entdeckungen waren wohl eine jungpaläolithische Wohnstätte und eine Kreisgrabenanlage der Bemaltkeramischen Kultur, die er bereits vor dem Einsetzen der Luftbildarchäologie lokalisieren konnte. Es gibt von ihm nur wenige Veröffentlichungen (Fundberichte aus Österreich). Die Fundmaterialien werden im Höbarthmuseum der Stadt Horn verwahrt.

## Jungpaläolithische Station

### Topographie und Geologie
Die jungpaläolithische Fundstelle von Kamegg liegt im niederösterreichischen Waldviertel, unterhalb einer Talverengung am östlichen Ufer des Kamp. An dieser Stelle trifft ein von Osten kommendes kleines Nebental auf das Tal des Kamp, der hier, nachdem er auf einer kurzen Strecke in West-Ost-Richtung floss, wieder in die seinen Unterlauf bestimmende Nord-Süd-Richtung umknickt. Der heute nur wenig Wasser führende Bach, der von Osten kommend unterhalb der Fundstelle vorbeifließt und sogleich in den Kamp mündet, hatte während des Pleistozäns Schotter herangeführt und demnach zumindest zeitweise eine wesentlich stärkere Wasserführung. Die Fundstelle selbst ist durch einen Ziegeleibetrieb stark verändert; zudem griffen alte Ackerterrassen in das Gelände ein. Nur wenig oberhalb dieser jungpaläolithischen Station befindet sich ebenfalls am östlichen Kampufer eine bedeutende mesolithische Fundstelle. Das Gebiet um den Ort Kamegg war auch in anderen urzeitlichen Perioden (Jungsteinzeit, frühe Bronzezeit, späte Eisenzeit) immer wieder besiedelt.

### Forschungsgeschichte
Bereits vor dem Ersten Weltkrieg wurden von einem Landarzt aus Gars a. Kamp erste Funde getätigt. Nachdem dann aber erst spät Josef Höbarth, damals von seinem Postdienst für die Tätigkeit am Museum in Horn freigestellt, diese Funde bekannt geworden waren, wurde auch Josef Bayer auf diese Fundstelle aufmerksam. Am 18. April 1931, an einem Samstagmorgen begann er eine Grabung, die jedoch bereits am Sonntagnachmittag nach etwa zwölf Stunden Dauer wieder eingestellt wurde. Die genauen Gründe hierfür sind unbekannt, Bayer wandte sich einer anderen Fundstelle zu, obwohl die Arbeiten einen reichen Fundertrag brachten. J. Höbarth, der die Fundstelle weiterhin beobachten wollte, wurde mit einem Grabungsverbot belegt. So konnte Höbarth erst nach dem Tod Bayers die Fundstelle wieder beobachten, die zwischenzeitlich jedoch weitgehend durch die Ziegelei zerstört worden war, die auch Anlass zu ihrer Entdeckung gegeben hatte.
Nachdem zunächst nur kurze Fundmeldungen publiziert worden waren, gab Richard Pittioni 1934 eine erste kurze Darstellung. In den 1950er Jahren erschien zunächst ein kurzer Bericht von Alois Gulder, wenig später, nach Höbarths Tod, eine von Friedrich Brandtner 1952 erarbeitete monographische Darstellung, zu der auch das geologische Profil neu aufgenommen worden war. Nachdem Pittioni und Gulder vor allem auf die noch anzusprechenden Verbindungen des Materials mit magdalénienzeitlichen bzw. späten jungpaläolithischen Fundstellen verwiesen hatten, setzte sich mit der Arbeit Friedrich Brandtners eine Datierung ins Gravettien durch. 1984 wurde durch Anta Montet-White eine Probegrabung durchgeführt, wobei die Kulturschicht auf einer kleinen Fläche freigelegt werden konnte und durch Bohrungen festgestellt wurde, dass größere Teile der Station wider Erwarten doch noch erhalten sind. 1991 wurde durch Hazards die Geostratigraphie erneut untersucht. Die Ergebnisse dieser beiden jüngsten Untersuchungen sind bislang unpubliziert, gewinnen aber durch einen neuen Ansatz, der sich möglicherweise durch die Grabungen der letzten Jahre in Grubgraben ergibt, an Bedeutung. Veranlasst durch einige – allerdings unsichere – 14C-Daten spricht Montet-White hier nun von einem sogenannten „Epigravettien“ und führt in diesem Zusammenhang auch Kamegg an. Damit wäre eine Datierung parallel zum Solutréen, also in die Zeit des Eishöchststandes gegeben.
Das Areal der Fundstelle wurde mittlerweile unter Denkmalschutz gestellt, damit wurden weitere Grabungen vor der beabsichtigten Bebauung zumindest rechtlich sichergestellt.

### Stratigraphie
Die Fundschicht von Kamegg lag etwas mehr als einen Meter unter der rezenten Oberfläche. Nachdem zunächst – auch von Brandtner – eine stratigraphische Einordnung in das Würm III vorgenommen wurde, wurde nach der geologischen Aufnahme der Umgebung der Fundstelle 1951 eine Datierung in das Würm II gegeben. Oberhalb der Fundstelle wurde in einer Terrassenkante eine Bodenbildung erfasst, die wenig oberhalb der Fundschicht vorhanden gewesen sein musste und durch Erosion und die Anlage von Ackerterrassen abgetragen wurde. Diese Einordnungen erscheinen jedoch reichlich unsicher; zumal in einem Lössprofil grundsätzlich mit der Möglichkeit einer Erosionsdiskordanz gerechnet werden sollte und die Parallelisierungen der verschiedenen Bodenbildungen bis heute Probleme bereiten. Als gesichert gelten kann somit bislang eigentlich lediglich die Unmöglichkeit einer Datierung in das Spätglazial, da nach Begehung des Platzes immerhin noch etwa ein Meter Löss angeweht wurde und während einer wärmeren Periode eine Bodenbildung stattfand.
Es steht zu erwarten, dass durch die neuen Untersuchungen bessere Ergebnisse erzielt werden können. Interessant erscheint dabei auch die Verbindung mit einem Lössprofil am Gegenhang, also am westlichen Ufer des Kamp, wo in den letzten Jahren eine Kreisgrabenanlage der mittelneolithischen Lengyelkultur untersucht werden konnte. Dessen Graben stört eine Bodenbildung, die derjenigen entspricht, die oberhalb der Fundstelle festgestellt werden konnte. Hier konnte aus dem Löss unterhalb der Bodenbildung ein C14-Alter von ca. 34.000 Jahren gewonnen werden.
Die Fundschicht scheint noch in primärer Lage befindlich. Obwohl die Schichten im Liegenden Solifluktionserscheinungen aufweisen und eine klare Befundbeobachtung fehlt, kann durch eine Beobachtung dies zumindest als wahrscheinlich gelten: In der Hauptfundschicht zogen Lösslinsen an einen hier befindlichen Stein heran. In einem verlagerten Horizont erscheint dies in dieser Form unmöglich. Allerdings ist dies meines Erachtens als Hinweis auf eine lange Bildungsdauer zu verstehen.
Das Fundmaterial gilt als einheitlich, da die Beobachtungen Bayers und Höbarths jeweils nur von einer Hauptfundschicht ausgehen. Auch die erneuten Grabungen von Montet-White erbrachten nur einen einzelnen Fundhorizont. Zwei Punkte relativieren diese Auffassung und rücken eine mehrfache Begehung der Station in den Rahmen des Möglichen, ja des Wahrscheinlichen:
1. Schon Höbarth hatte beobachtet, dass sich die Fundschicht stellenweise in zwei bis drei Straten gliedern lässt. Bayer bestätigt dies mit der Beobachtung, dass neben der noch zu besprechenden Steinsetzung die Fundschicht sich in drei jeweils etwa 15 Millimeter starke, durch Lössanlagerungen von 10 bis 15 Millimeter voneinander getrennte Fundschichten auffächert. Er maß dem allerdings keine Bedeutung zu, da er dies als einen Vorgang eines kurzen Zeitintervalls, jedenfalls innerhalb weniger Tage ansah.
2. Die Nachuntersuchung durch Brandtner während der 1950er Jahre hatte jedoch die Reste einer zweiten, circa 30 cm höher gelegene Kulturschicht festgestellt. Da sie sich jedoch mit Ausnahme angebrannter Knochenfragmente als fundleer erwies, spielte sie in der Diskussion keine weitere Rolle.

Angesichts der Beobachtungsumstände der Fundstelle, darf aber auch eine Vermischung des Fundmaterials unterschiedlich zu datierender Begehungen nicht ausgeschlossen werden;  aus dem Fundmaterial ergeben sich darauf zwar keine zwingenden Hinweise, allerdings bieten die Inventarzusammensetzung und seine Datierung durchaus einige Probleme, auf die später noch eingegangen werden soll.

### Archäologische Funde und Befunde
Das Fundmaterial der alten Grabung von Kamegg befindet sich heute im Höbarth-Museum der Stadt Horn.

#### Fauna und Flora
Die Bestimmung der zum Teil angebrannten Knochen erwies sich durch die schlechte, nur sehr kleinteilige Erhaltung und Versinterung als äußerst schwierig. Nachgewiesen sind in Kamegg: Pferd (Equus germanicus), Rentier (Rangifer tarandus), Steppenbison (Bison priscus), Nashorn (Rhinocerus antiquitatis), Hase (Lepus) und Schneehuhn (Lagopus).
Bedeutend sind vor allem die Funde von Pferd und Ren, wobei sich letzteres als weniger bedeutend erweist, wofür klimatische Gründe bzw. deren weiter nördlich gelegener Lebensraum angeführt werden. Bei den noch zu besprechenden Knochengeräten allerdings dominiert das Ren.
Botanische Reste wurden nicht beobachtet. Die beabsichtigte Holzkohlenuntersuchung konnte nicht durchgeführt werden, da die Proben verschollen sind.
Auch menschliche Überreste oder Begräbnisstätten wurden nicht gefunden.

#### Steingeräte
Die Fundstelle von Kamegg weist ein relativ zahlreiches Artefaktinventar auf.  Die von Brandtner gegebene Typologie der Silexartefakte soll hier im Einzelnen nicht wiedergegeben werden. Zum einen erscheint sie heute antiquiert, da weder die Möglichkeit von Umarbeitungen, noch Gebrauchsspurenanalysen gebührend berücksichtigt sind; zum anderen war sie ohnehin umstritten.
Es handelt sich um eine ausgeprägte Klingenindustrie mit einem hohen Anteil unretuschierter Klingen, die eine große Variationsbreite, z. T. auch mit Spitzen aufweisen. Möglicherweise handelt es sich hierbei, ebenso wie bei den unretuschierten Abschlägen um Halbfabrikate. Weiterhin treten Bohrer, Schaber und Kratzer auf. Die Kratzer wurden teilweise als aurignacoid bezeichnet, eindeutige Kielkratzer fehlen jedoch im Inventar. Die im Material vorhandenen Châtelperron- und Gravettespitzen sind in ihrer Ansprache umstritten. Erstere dürften auf ihrer geringen Größe wohl richtiger als konvexe Rückenspitze zu bezeichnen sein. Letzteren kann nur eine einzige Spitze sicher zugewiesen werden, zumeist handelt es sich um rückenretuschierte Klingen ohne ausgeprägte Spitze, die von Brandtner als Gravette-Klingen bezeichnet werden. Bemerkenswert erscheinen weiterhin verschiedene Kerbspitzen, die jedoch nur teilweise auch als Kostenki-Kerbspitzen angesprochen werden könnten, wie sie im östlichen Mitteleuropa auch anderenorts auftreten. Vergleichsbeispiele finden sich vor allem in der Hamburger Kultur, allerdings sind ähnliche Kerbspitzen im Gravettien auch anderenortens nicht völlig unbekannt, und könnten auch als Abfälle aus der Produktion von Rückenmessern verstanden werden. Schließlich sind noch die Dreikantspitzen zu nennen, zu denen Brandtner keine Vergleiche benennen konnte.
Auffallend ist der mit 35 Prozent hohe Anteil von Kleinstgeräten, eine Erscheinung, die neben einigen der angesprochenen Formen ebenfalls ins Spätpaläolithikum weisen könnte. 
Die Retuschen sind sehr fein und steil ausgeführt.
Die in Kamegg nachgewiesenen Rohmaterialien stammen in erster Linie aus einem Einzugsbereich mit einem Radius von ca. 15 km, wobei keine Richtung besonders bevorzugt erscheint. Wichtig mögen die tertiären Schotter auf der Hochterrasse bei Krems sein, wo Quarz, Quarzit, rote, braune, graue Radiolarite alpinen Ursprungs vorkommen.  Daneben kommt ein Teil des Rohmaterials, wie dies auch an anderen niederösterreichischen Fundstellen der Fall ist aus dem mährischen Raum bzw. aus dem Oderbecken.

#### Knochen- und Geweihgeräte
In der Knochenindustrie ist eine Spezialisierung auf Rentierknochen festzustellen. Daneben spielt dessen Geweih eine besondere Rolle. Die Zerlegung erfolgte mittels der Spantechnik, die vor allem im späten Jungpaläolithikum nachweisbar ist.
Bemerkenswert ist der Fund einer Nähnadel, die bei einer Datierung in das obere Gravettien als eine der ältesten zu gelten hätte. Ansonsten sind Nähnadeln ab dem oberen Solutréen, vor allem aber seit dem mittleren Magdalénien nachgewiesen.
Weiterhin treten an Knochengeräten vor allem Spitzen auf, darunter solche mit einseitig abgeschrägter Basis. Derartige Spitzen treten im gesamten Jungpaläolithikum auf, ergeben somit keinen weiteren chronologischen Anhaltspunkt, allerdings haben sie ihre Hauptverbreitung während des Magdalénien.

#### Schmuck und Kunstobjekte
Neben den Geräten liegen einige weitere Fundstücke vor, die wohl als Schmuck oder Kunst zu verstehen sind.
Zu nennen sind hier ein spindelförmiger Anhänger von einer Größe von 11 × 6 cm und Resten roter Bemalung auf; die ehemals wohl vorhandene Durchbohrung ist abgebrochen. Der Anhänger besteht wahrscheinlich aus Amphibolit, der abgeschliffen wurde.  Weiterhin liegt ein dickplattiges Schieferstück vor, das parallele Gravierungen aufweisen soll,  sowie ein Batzen gebrannten Tones.
Auch einem Bernstein, der heute allerdings zerfallen ist,  sowie den Muscheln kann symbolische Bedeutung zugeschrieben werden. Die Herkunft der Muscheln ist auf dem Balkan, genauer im pannonischen Becken zu suchen. 
Ansonsten sind die Farbstoffe Ocker, Rötel und Graphit  nachgewiesen. Wenngleich ihnen sicherlich teilweise auch eine praktische Funktion zugebilligt werden kann, so ist doch auch hier eine symbolhafte Bedeutung im Rahmen des Möglichen.

### Archäologische Datierung
Bei der Vorstellung der Funde wurde bereits mehrfach auf Parallelen des späten Jungpaläolithikums verwiesen. Es waren dies die Spantechnik, Kerbspitzen, konvexe Rückenspitzen, sowie die Nähnadel, Funde also, die auch in Magdalénienstationen durchaus häufig vertreten sind. Dies war dann auch, neben der damals gültigen geochronologischen Einordnung in das Würm III für Gulder Anlass, Kamegg als magdalénienzeitlich zu bezeichnen. Auch Pittioni hatte eine ähnliche Einordnung vorgenommen, er sprach von einem eigenen Typus mit Verbindungen zur Hamburger Kultur.
Die veränderte geochronologische Einordnung sowie das Auftreten von Châtelperron- und Gravette-Spitzen veranlasste Brandtner zu einer Einordnung in das Gravettien. Dem sind mehrere Autoren gefolgt, Kamegg wurde einer mährischen Gruppe des Gravettien bzw. einer entwickelten Phase des Gravettien zugeschrieben. Die angeführten Geräteformen können dem nicht widersprechen, da sie alle gelegentlich schon vor dem Magdalénien auftreten, Vergleichsmöglichkeiten und Ähnlichkeiten sind in anderen Gravettien-Stationen durchaus vorhanden, verwiesen wird auf Willendorf II/9, Moravany V/VII und Doln¡ Vestonice, weshalb auch eine Nähe zum Pavlovien postuliert wurde.  Für eine Einordnung in das Pavolvien fehlt jedoch eine sichere Grundlage: Weder sind eine entsprechende Kunstproduktion noch die typischen gezähnten Rückenmesser, noch eine große Bedeutung des Mammuts festzustellen.
So wurde die Einordnung in ein spätes Gravettien auch als "very shaky" – sehr wankend – beurteilt. Prüfer hielt 1959 aufgrund der Kombination alter Elemente, wie den Châtelperronspitzen und den aurignacoiden Kratzer mit jungen Elementen, wie der Knochenindustrie und der Spantechnik lediglich eine Bestimmung als "amorphous Upper Palaeolithic blade industry" für gesichert.
Verwiesen sei hier auch auf das Datum um 34.000 aus dem Löss unterhalb der Bodenbildung an der gegenüberliegenden Kreisgrabenanlage. Damit kann aber lediglich ein terminus post quem gegeben sein, das für die Datierung der Fundschicht kaum eine Aussage hat, zumal an der Kreisgrabenanlage eine tieferliegende Bodenbildung nicht erfasst werden konnte und hier vielleicht auch ausfällt. Die Probe scheint jedenfalls älter als die Funde zu sein.

### Interpretation

#### Befunde
Angesichts der nur kurzen Dauer der systematischen Untersuchung kann es nicht verwundern, dass keine ordentlichen Befunde beobachtet worden sind. Pläne der Fundstelle liegen nicht vor. An Strukturbeobachtungen liegt lediglich der Hinweis auf eine fundreiche Stelle mit großen Steinplatten vor. Die Situation wurde lediglich mit einem Foto dokumentiert; das Fundmaterial lässt sich heute nicht mehr zuordnen, doch sollen hier Silexgerät, eine Knochennadel und einige gelochte Schmuckschnecken gelegen haben. Die Interpretation dieser Stelle könnte auf eine Herdstelle mit Unterlage- und Sitzsteinen hinauslaufen. Westlich davon wurde die erwähnte Auffächerung der Fundschicht in drei Straten beobachtet.

#### Die Problematik der typologischen/'kulturellen' Einordnung
Die besondere Problematik der Fundstelle Kamegg liegt in der Diskrepanz zwischen archäologischer und geochronologischer Datierung. Der Datierung des Fundinventars, die eigentlich eher in das Magdalénien weist, steht eine Bodenbildung sowie eine mächtige Lössaufwehung im Hangenden gegenüber. Die später von Brandtner vorgenommene Datierung ins Gravettien ist demzufolge lediglich als Verlegenheitslösung zu verstehen, die durch den Mangel genügender charakteristischer Stücke allerdings durchaus diskutabel ist.
Mit der neuen Arbeit zur Station Grubgraben zeichnet sich nun vielleicht ein Lösungsansatz ab: Nach 14-C-Daten dürfte diese Fundstelle zeitlich dem westeuropäischen Solutréen entsprechen und somit zwischen Gravettien und Magdalénien zu stellen sein. Grubgraben wäre damit eine der ersten Fundstellen Mitteleuropas, die in die Zeit des Eishöchststandes zwischen 20.000 und 18.000 vor heute einzuordnen wären. Diese Datierung ist jedoch nur mit Vorbehalt zu nehmen, da der Verdacht der Probenverunreinigung durch die an der Fundstelle angebauten, tief wurzelnden Weinstöcke naheliegt. Das Artefaktmaterial umfasst neben 'alten', fast 'aurignacoiden' Formen auch 'junges' Material und ähnelt dadurch in gewisser Weise Kamegg, das Montet-White nun auch als eine möglicherweise entsprechend zu datierende weitere Station heranzieht. Allerdings lassen sich sowohl im Artefaktbestand, wie in der geostratigraphischen Situation gewisse Unterschiede zwischen Kamegg und Grubgraben aufzeigen, die eine Parallelisierung allerdings auch nicht sicher ausschließen können. Nach dem bislang bekannten kennt das Inventar von Grubgraben weder Kielspitzen noch Nähnadeln, andererseits sind von Kamegg zwar zahlreiche Kleingeräte bekannt, doch fehlen geometrische 'mikrolithische' Formen. Die geostratigraphische Situation betreffend bleibt festzustellen, dass die Fundschicht von Kamegg innerhalb einer Lössbildung liegt, während sie in Grubgraben in einer oder doch zumindest unmittelbar unterhalb einer Bodenbildung liegt. Dies widerspricht wohl einer direkten Gleichzeitigkeit, möchte man nicht eine Erosionsdiskordanz zur Erklärung heranziehen.
Eine entsprechende Datierung Kameggs in die Zeit des Kältemaximums zwischen etwa 10.000 und 18.000 vor heute kann mangels weiterer Fundstellen dieser Zeitstellung und mangels 14C-Daten derzeit also nicht bestätigt werden.

#### Die Funktion der Fundstelle
Forschungsgeschichtlich interessant erscheint der Versuch von Brandtner mangels von Befunden und eines klar einzuordnenden Typenspektrums, neue Fragestellungen zu entwickeln, die er selbst aber nicht wieder aufgegriffen hat. So rückte damals das Verhalten der Jägergruppe von Kamegg in den Vordergrund. Über die Herkunft der Rohmaterialien zog er Rückschlüsse auf ihren Aktionsbereich, der demnach den Raum zwischen Wiener Becken und Mähren umfasst haben muss. Brandtner sah dabei die Möglichkeit gegeben, dass in der Station von Spitz-Mießlingtal eine zu dem Hauptlager von Kamegg gehörende Jagdstation erfasst wurde. Der Vergleich soll hier nicht diskutiert werden, da schon die Parallelisierung unsicher bleiben muss.
Als jahreszeitliche Datierung von Kamegg gab Brandtner den Sommer an, ohne dies jedoch zu begründen. Entscheidend scheint dabei jedoch die dominierende Pferdejagd zu sein. So ergibt sich das Bild eines Sommeraufenthalts im Raum Mähren / Niederösterreich und eines Winteraufenthaltes im südöstlichen Wiener Becken. Der Aktionsbereich hätte somit eine Ausdehnung von fast 300 Kilometern.